# Оцерковлення
Оцерковлення — особливий обряд в богослужбовій практиці історичних церков (церк.-слав. «Чин воцерковлення отрочат»), який чинять в 40-й день після народження немовляти. Чин оцерковлення включає вдячні молитви і передбачає благословення матері і немовляти, входження їх до лав членів Церкви, якщо дитина вже була хрещена. Пресвітер молиться над матір'ю в притворі, прочитує так звані «очисні» молитви, щоб після пологів вона знову змогла входити в храм і брати участь в Євхаристії.
У сучасній практиці оцерковленням іноді називають також поступове введення в основи віри і благочестя (катехизація) дорослої людини, що збирається прийняти таїнство хрещення або вже хрещеного раніше (наприклад в дитинстві).